# Каламін (геміморфіт)

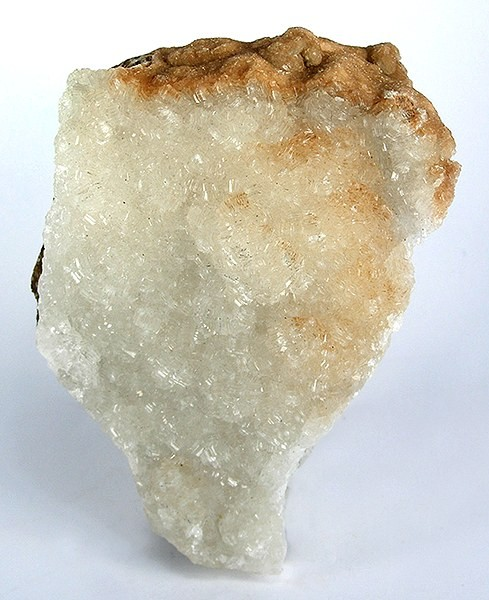

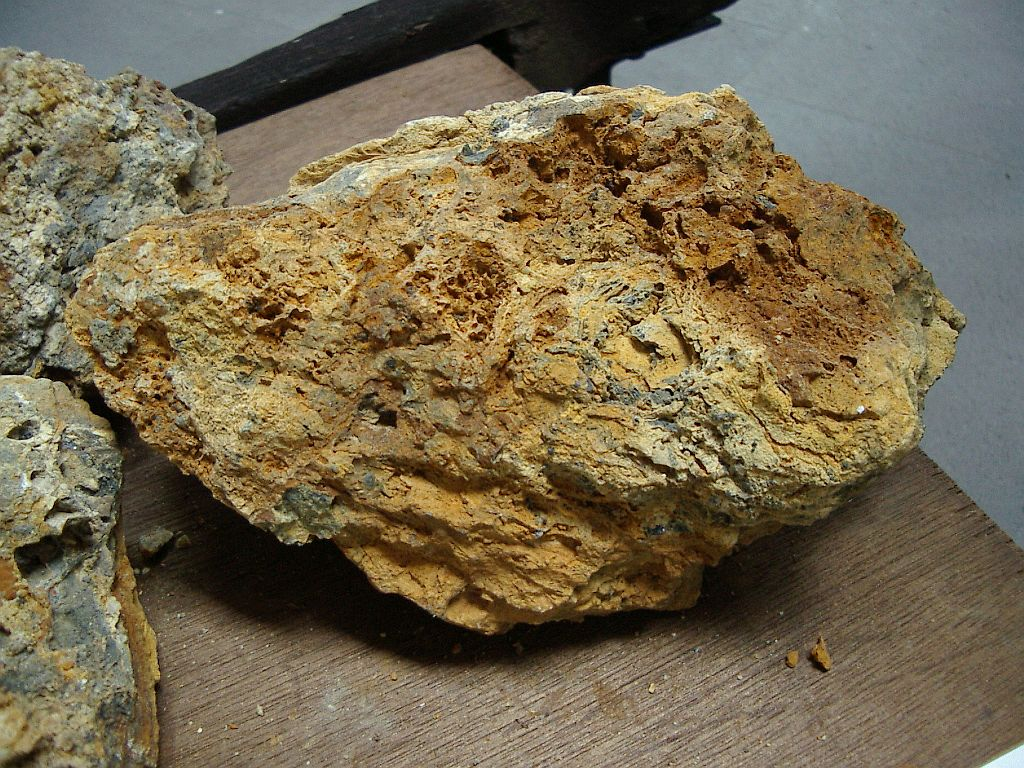

Каламін (англ. calamine; нім. Kieselzinkerz n, Kieselgalmei m,  gemeiner Galmei m) — мінерал, основний водний силікат цинку острівної будови.

## Етимологія та історія
Каламін — це історична назва цинкової руди. Назва каламін походить від lapis calaminaris, латинського спотворення грецького cadmia (καδμία), старої назви цинкових руд загалом. Від цього походить назва бельгійського міста Кельміс, французькою мовою Ла-Каламіні, де була цинкова шахта.
На початку 19 століття було виявлено, що те, що вважалося однією рудою, насправді є двома різними мінералами:
Карбонат цинку ZnCO3 або смітсоніт і
силікат цинку Zn4Si2O7(OH)2·H2O або геміморфіт.
Хоча хімічно та кристалографічно досить різні, ці два мінерали демонструють схожу масивну зовнішню форму і їх важко розрізнити без детального хімічного або фізичного аналізу. Першою людиною, яка відокремила мінерали, був британський хімік і мінералог Джеймс Смітсон у 1803 році. У гірничодобувній промисловості термін каламін історично використовувався для позначення обох мінералів.
У мінералогії каламін більше не вважається дійсним терміном. Його замінили смітсонітом і геміморфітом.

## Загальний опис
Хімічна формула: Zn4[(OH)2Si2 O7]•H2O.
Містить (%): ZnO — 67,5; SiO2 — 25,0; H2O — 7,5.
Сингонія ромбічна.
Кристали таблитчасті, призматичні, безбарвні. Утворюють соско- і гроноподібні сталактити, рідше — суцільні та зернисті агрегати.
Густина 3,45.
Твердість 4,5—5,0.
Форми виділення — щільні маси білого, сірого, жовтого, бурого та зеленого і блакитного кольору. При нагріванні верхній і нижній кінці кристалу заряджаються різнойменними електричними зарядами.
Має піроелектричні властивості. 
Типовий мінерал зони окиснення свинцево-цинкових родовищ.
Асоціює зі смітсонітом, церуситом, кальцитом, сфалеритом, ґаленітом, гідроксидами заліза.
Значні скупчення — в Центр. Казахстані, Польщі (Верх. Сілезія), Забайкаллі. Може використовуватися як цинкова руда. Збагачується флотацією.
Входить до складу руд цинку.